# Ана де Армас
Ана Селія де Армас Касо (ісп. Ana Celia de Armas Caso; нар. 30 квітня 1988, Гавана, Куба) — кубино-іспанська кіноакторка та модель. Після успіху на батьківщині та в Іспанії переїхала до Голлівуду і прославилася ролями у фільмах «Той, що біжить по лезу 2049», «Ножі наголо», «007: Не час помирати» та «Білявка».

## Ранні роки
Народилася 30 квітня 1988 року в Гавані, на Кубі. Дитиною жила з бабусею і дідусем. Її батьки та старший брат переїхали до приморського містечка Санта-Круз-дель-Норте і приїжджали до неї у Гавану на вихідні. Згодом Ана Селія переїхала у Санта-Круз-дель-Норте до батьків, а коли їй виповнилося 10 років, сім'я повернулася до столиці. Її батько Рамон працював на різних посадах, зокрема керівником банку, вчителем, директором школи та заступником міського голови. Закінчив філософський факультет на Росії. Її мати Ана працювала у відділі кадрів Міністерства освіти. ЇЇ старший брат Хав'єр живе у Нью-Йорку і працює фотографом. У січні 2020 року він був допитаний кубинською поліцією через його критичну позицію до Декрету 349 та зв'язки з художниками, що перебувають під наглядом уряду.
У підлітковому віці Ана не мала доступу до інтернету і мала обмежені знання про попкультуру за межами Куби. Їй давали 20 хвилин на перегляд мультфільмів щосуботи і денних спектаклів щонеділі. У неї вдома не було відео- чи DVD-програвача, тому вона ходила дивитися голлівудські фільми до сусідів. Вона запам'ятовувала і практикувала монологи перед дзеркалом. Ана вирішила стати акторкою у 12 років. 2002 року, у 14, вступила до Національної театральної школи Куби. Під час навчання знялася у трьох фільмах. Не змогла завершити чотирирічний курс кінодрами за кілька місяців до захисту дипломної роботи, оскільки випускникам Куби заборонено виїжджати з країни, не відпрацювавши 3 роки на державній службі. Вісімнадцятирічною, маючи заощадження на суму 200 євро та громадянство Іспанії завдяки своїй бабусі та дідусю по матері, де Армас переїхала до Мадрида, аби продовжити акторську кар'єру.

## Кар'єра
У 2006-му де Армас зіграла одну з головних ролей в іспанській кримінальній драмі Мануеля Гутьєрреса Арагона «Роза Франції» з іспанським актором Алексом Гонсалесом. Слідом виконала провідну роль Стелли в кубинській драмі Фернандо Переса «Мадригал» (2007). Пізніше знялася і в телеромані «Втрачений рай».

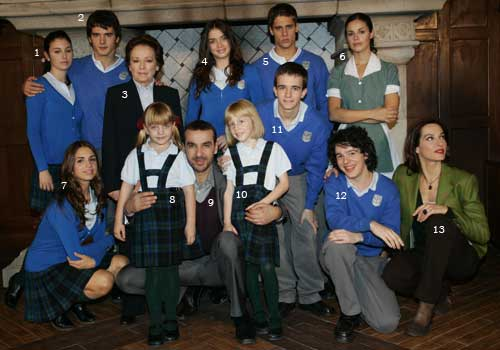
Акторський склад «Чорної лагуни». Ана під номером 4

Отримавши необхідний досвід, в 18 років де Армас переїжджає з Куби до Мадриду. Там проходить різні кастинги і в перший же тиждень підписує контракт та отримує роль Кароліни Леаль у телесеріалі «Чорна лагуна» (2007—2010). Де Армас знялася в 6-ти з 7-ми сезонів серіалу. «Чорну лагуну» подивилися тисячі іспанських телеглядачів, і Кароліна у виконанні Ани де Армас стає однією з улюблених персонажок. Режисери були змушені вивести де Армас з серіалу, оскільки вона вирушила подорожувати Америкою, щоб відпочити та вдосконалювати англійську.
У 2009-му Ана де Армас закріпила свою популярність в Іспанії, зігравши у творчому дуеті з Маріо Касасом. Стрічка «Секс, вечірки і брехня» розповідає про життя молоді. Фільм став найкасовішою стрічкою в Іспанії 2010 року, заробивши понад €4 млн. У липні 2010 року де Армас розпочала зйомки у телесеріалі «Римська Іспанія, легенда» (2010—2012), в якій виконувала одну з головних ролей, рабині Нереї. Серіал почався 25 жовтня 2012 року і тримався в лідерах переглядів на телеканалі Antena 3. Проте, у 2011 році де Армас покинула серіал, щоб зосередитися на майбутній кар'єрі в кіно, в цілому зігравши 16 епізодів і два сезони. 2011-го стала головною героїнею трилера «Алея».
У 2014 році де Армас переїхала до Лос-Анджелеса й почала кар'єру «з нуля», посилено вивчаючи англійську, щоб увійти в американське кіно. Вона брала інтенсивні уроки англійської, не бажаючи обмежуватися ролями для латиноамериканських акторок. У 2014 році знялася в трилері Елая Рота «Хто там» в одній з головних ролей з Кіану Рівзом. Свої репліки вивчала на слух, адже тоді ще не говорила англійською. Фільм був представлений на Sundance Festival 2015. Пізніше Рівз запропонував їй знятися у фільмі «Дочка Бога». У березні 2015 де Армас розпочала зйомки у фільмі Тодда Філліпса «Хлопці зі стволами» з Майлзом Теллером і Джоною Гіллом.
У 2016 році запрошена в голлівудську стрічку Джонатана Якубовича «Кам'яні кулаки» (2016) з Робертом де Ніро і Еллен Баркін. Це спортивна драма про боксера Роберто Дюрана на прізвисько «Кам'яні кулаки». Роль дружини боксера стала американським дебютом де Армас.
6 жовтня 2017 року вийшов масштабний фантастичний трилер «Той, що біжить по лезу 2049» від режисера Дені Вільнева і продюсера Рідлі Скотта. За роль Джой де Армас отримала високі оцінки.
У 2019 році вийшов фільм «Ножі наголо», де Армас втілила медсестру-іммігрантку. Спочатку вона ледь не відмовилася від ролі через небажання грати стереотипну латиноамериканську доглядальницю. Але, прочитавши весь сценарій, погодилася, що її героїня набагато глибша. За цю роль Ана де Армас номінована на премію «Золотий глобус» за найкращу жіночу роль.

## Особисте життя
З 2011 по 2013 рік була одружена з актором Марком Клотетом. З 2013 до 2014 зустрічалася з іспанським режисером та сценаристом Девідом Вікторі. Мала стосунки з американським букером Франкліном Латтом з 2015 по 2016 рік. З 2017 по 2018 рік була у стосунках з кубинським художником Алехандро Піньєру Белло. З березня 2020 року по січень 2021 року перебувала у відносинах з американським актором і режисером Беном Аффлеком, з яким познайомилася на зйомках еротичного трилера «Глибокі води». Розлучилася з ним, бажаючи сконцентруватися на кар'єрі. В інтерв'ю 2022 року журналу «Elle» розповіла, що зустрічатися з Аффлеком було «жахливо», оскільки стосунки привернули величезну увагу ЗМІ, і це змусило її залишити Лос-Анджелес і переїхати до Нью-Йорка. Весною 2021 року стало відомо про стосунки де Армас з віцепрезидентом онлайн-сервісу для знайомств «Tinder» Полом Букадакісом.

## Фільмографія

### Кінофільми
| Рік  |    | Українська назва             | Оригінальна назва                      | Роль                           |
| ---- | -- | ---------------------------- | -------------------------------------- | ------------------------------ |
| 2006 | ф  | Роза Франції                 | Una rosa de Francia                    | Марі                           |
| 2006 | ф  | Мадригал                     | Madrigal                               | Стелла                         |
| 2009 | ф  | Секс, вечірки і брехня       | Sex, Party and Lies                    | Карола                         |
| 2010 | мф | Нікчемний я                  | Despicable Me                          | Марго (іспанський дубляж)      |
| 2011 | ф  | Алея                         | El callejón                            | Роза                           |
| 2013 | ф  | Фарадей                      | Faraday                                | Інма Мурга                     |
| 2014 | ф  | За жменю поцілунків          | Por un puñado de besos                 | Соль                           |
| 2015 | ф  | Хто там                      | Knock Knock                            | Бел                            |
| 2015 | ф  | Анабель                      | Anabel                                 | Кріс                           |
| 2016 | ф  | Дочка Бога                   | Exposed                                | Ізабель де Ла Круз             |
| 2016 | ф  | Кам'яні кулаки               | Hands of Stone                         | Фелісідад Іглесіас             |
| 2016 | ф  | Хлопці зі стволами           | War Dogs                               | Із                             |
| 2017 | ф  | Овердрайв                    | Overdrive                              | Стефані                        |
| 2017 | ф  | Той, хто біжить по лезу 2049 | Blade Runner 2049                      | Джой                           |
| 2019 | ф  | Вчора                        | Yesterday                              | Роксана (видалена сцена)       |
| 2019 | ф  | 3 секунди                    | The Informer                           | Софія Гофман                   |
| 2019 | ф  | Ножі наголо                  | Knives Out                             | Марта Кабрера                  |
| 2019 | ф  | Осина мережа                 | Wasp Network                           | Ана Магарита Мартінес          |
| 2020 | ф  | Сержіу                       | Sergio                                 | Кароліна Ларрієра              |
| 2020 | ф  | Нічний портьє                | The Night Clerk                        | Андреа Рів'єра                 |
| 2021 | ф  | 007: Не час помирати         | No Time to Die                         | Палома                         |
| 2022 | ф  | Глибокі води                 | Deep Water                             | Мелінда Ван Аллен              |
| 2022 | ф  | Сіра людина                  | The Gray Man                           | Дані Міранда                   |
| 2022 | ф  | Білявка                      | Blonde                                 | Мерілін Монро                  |
| 2023 | ф  | Небезпечне побачення         | Ghosted                                | Седі                           |
| 2024 | ф  | Едем                         | Eden                                   | Елоїза Боске де Вагнер Верхорн |
| 2025 | ф  | Балерина                     | From the World of John Wick: Ballerina | Єва Макарро                    |

### Телебачення
| Рік       |    | Українська назва                  | Оригінальна назва    | Роль                                     |
| --------- | -- | --------------------------------- | -------------------- | ---------------------------------------- |
| 2007      | тф | Втрачений рай                     | El edén perdido      | Глорія                                   |
| 2007—2010 | с  | Чорна лагуна                      | El Internado         | Кароліна Леаль Соліс (56 епізодів)       |
| 2010—2012 | с  | Римська Іспанія, легенда          | Hispania, la leyenda | Нерея (17 епізодів)                      |
| 2023      | с  | Суботнього вечора в прямому ефірі | Saturday Night Live  | гість (Епізод: «Ana De Armas / Karol G») |

## Нагороди та номінації
| Нагорода                          | Рік  | Категорія                                 | Робота                       | Результат |
| --------------------------------- | ---- | ----------------------------------------- | ---------------------------- | --------- |
| Оскар                             | 2023 | Найкраща жіноча роль                      | Білявка                      | Номінація |
| BAFTA                             | 2023 | Найкраща жіноча роль                      | Білявка                      | Номінація |
| Золотий глобус                    | 2020 | Найкраща жіноча роль — комедія або мюзикл | Ножі наголо                  | Номінація |
| Золотий глобус                    | 2023 | Найкраща жіноча роль — драма              | Білявка                      | Номінація |
| Премія Гільдії кіноакторів США    | 2023 | Найкраща жіноча роль                      | Білявка                      | Номінація |
| Супутник                          | 2020 | Найкраща акторка — комедія або мюзикл     | Ножі наголо                  | Номінація |
| Супутник                          | 2020 | Найкращий акторський склад                | Ножі наголо                  | Перемога  |
| Кінопремія «Вибір критиків»       | 2020 | Найкращий акторський склад                | Ножі наголо                  | Номінація |
| Critics' Choice Super Awards      | 2022 | Найкраща акторка в екшн-фільмі            | 007: Не час помирати         | Номінація |
| Національна рада кінокритиків США | 2019 | Найкращий акторський склад                | Ножі наголо                  | Перемога  |
| Сатурн                            | 2018 | Найкраща кіноакторка другого плану        | Той, хто біжить по лезу 2049 | Номінація |
| Сатурн                            | 2021 | Найкраща кіноакторка другого плану        | Ножі наголо                  | Перемога  |